# Erik August Larsson
Erik August Larsson   (Kiruna, 20 d'abril de 1912 - Jukkasjärvi, 10 de març de 1982) va ser un esquiador de fons suec que va competir durant les dècades de 1930 i 1940.
El 1936 va prendre part en els Jocs Olímpics de Garmisch-Partenkirchen, on disputà dues proves del programa d'esquí de fons. Guanyà la medalla d'or en la prova dels 18 quilòmetres i la de bronze en la dels relleus 4x10 quilòmetres, formant equip amb John Berger, Arthur Häggblad i Martin Matsbo.
En el seu palmarès també destaca una medalla de bronze al Campionat del Món d'esquí nòrdic de 1935. El 1939, després d'assistir a una reunió de pregària a Kurravaara, va abandonar la seva carrera esportiva i es va convertir al laestadianisme. Posteriorment va ser predicador de la congregació Laestadiana a Kiruna. El seu fill Lars fou predicador a Luleå, mentre la seva neta és Åsa Larsson, reconeguda escriptora de novel·la negra.